# فرناندو كورتيز
فرناندو كورتيز (بالإنجليزية: Fernando Cortez)‏ هو لاعب كرة قاعدة أمريكي، ولد في 10 أغسطس 1981 في ستوكتون في الولايات المتحدة.

## وصلات خارجية
- فرناندو كورتيز على موقعبيزبول رفرنس.كوم (الدوري الرئيسي) (الإنجليزية)
- فرناندو كورتيز على موقعبيزبول رفرنس.كوم (الدوري الثانوي) (الإنجليزية)